# Hamza Othman
Hamza Othman (Alkmaar, 16 augustus 1998) is een Nederlandse acteur. Hij speelde in diverse series, waaronder #Forever, Goede tijden, slechte tijden en Sihame.

## Levensloop
Othman heeft acteerlessen gevolgd bij Hidden Ways en zanglessen bij Babette Labije MA. Othman maakte in februari 2019 zijn acteerdebuut in de AVROTROS-serie #Forever waar hij de rol van Sal Massoud overnam van acteur Yassine Kji. Hierna volgde een rol in de korte film Kamer 330 en de serie Remy en Juliyat voordat hij een van de hoofdrollen ging vertolken in de RTL 4-soap Goede tijden, slechte tijden. Hierin vertolkte hij van april 2020 tot en met oktober 2021 de rol van Ilyas El Amrani.
In 2024 was Othman een van de deelnemers aan het 24e seizoen van het RTL 4-programma Expeditie Robinson, hij viel als vijftiende af en eindigde daarmee op de zesde plaats.

## Filmografie

### Film
- 2019: Kamer 330, als Jesse

### Televisie

#### Als acteur
- 2019: #Forever, als Sal Massoud
- 2019: Hoe zal ik het zeggen?, als hangjongere
- 2019-2020: Remy en Juliyat, als Yusuf
- 2019-2023: H3L, als Faiz
- 2020-2021, 2023: Goede tijden, slechte tijden, als Ilyas El Amrani
- 2021: Wacht ff, als Ghulam
- 2022: Sihame, als Anouar
- 2024: Costa!! de serie, als Fatih
- 2024: Zina, als Bilal

#### Overig
- 2021-2023: De Faker, als presentator
- 2022: Voor het blok, als deelnemer
- 2024: Weet Ik Veel, als deelnemer
- 2024: That's My Jam, als deelnemer
- 2024: Expeditie Robinson, als deelnemer